# Verfbrem
De verfbrem (Genista tinctoria L.) is een struik, die tot de vlinderbloemenfamilie behoort en in bijna geheel Europa voorkomt, in Nederland voornamelijk op de Waddeneilanden. De soort staat op de Nederlandse Rode lijst van planten als zeldzaam en sterk in aantal afgenomen. Zowel de planten als de zaden zijn giftig. Verfbrem komt ook voor in siertuinen.
De struik wordt tot 80 cm hoog. De gewimperde bladeren van de verfbrem zijn langwerpig en zitten regelmatig aan de tak. De struik bloeit in Nederland van juni tot september met lange trossen goudgele bloemen. De bloemen staan aan het eind van de takken en zijn onbehaard en worden veel door bijen bezocht. Aan de voet van de kelk zitten twee steelblaadjes. De vrucht is een onbehaarde peul met talrijke zaden. 
Verfbrem komt voor in lage graslanden, duinvalleien, heidevelden en bermen.

## Toepassingen
Vroeger werd deze brem gebruikt voor het verven van kledingmateriaal.
Uit de bloeiende toppen kan de gele kleurstof luteoline gewonnen worden.